# Gajoubert
Gajoubert (tiếng Occitan: Ga Jaubèrt) là một xã của tỉnh Haute-Vienne, thuộc vùng Nouvelle-Aquitaine, miền trung nước Pháp.